# Margaret Way
Margaret Way (7 de agosto de 1935 en Brisbane - 10 de agosto de 2002 en Cleveland, Queensland) fue una escritora australiana especializada en novelas románticas, es una de las autoras más prolíficas de la editorial Mills & Boon con más de 110 novelas publicadas. 

## Biografía
Margaret Way nació el 7 de agosto de 1935 en Brisbane, Australia. Antes de su matrimonio con 	Alan Way, fue una pianista muy conocida, maestra, entrenadora y acompañante vocal.
Comenzó a escribir cuando su hijo nació poco después de conocer varios libros de Mills & Boon. Tras leerlos decidió que también podía escribir ese tipo de novelas. Así, comenzó a escribir y promover su país con sus historias ambientadas en Australia. Publicó su primera novela The time of the Jacaranda, en 1970.

### Novelas
- The Time of the Jacaranda (1970)
- King Country (1970)
- Blaze of Silk (1970)
- Bauhinia Junction (1971)
- Man from Bahl Bahla (1971)
- Summer Magic (1971)
- Return to Belle Amber (1971)
- Ring of Jade (1972)
- Copper Moon (1972)
- Rainbow Bird (1972)
- Man Like Daintree (1972)
- Noonfire (1972)
- Storm Over Mandargi (1973)
- Wind River (1973)
- Love Theme (1974)
- McCabe's Kingdom (1974)
- Sweet Sundown (1974)
- Reeds of Honey (1975)
- Storm Flower (1975)
- Lesson in Loving (1975)
- Flight into Yesterday (1976)
- Red Cliffs of Malpara (1976)
- Man on Half-moon (1976)
- Swan's Reach (1976)
- Mutiny in Paradise (1977)
- One Way Ticket (1977)
- Portrait of Jaime (1977)
- Black Ingo (1977)
- Awakening Flame (1978)
- Wild Swan (1978)
- Ring of Fire (1978)
- Wake the Sleeping Tiger (1978)
- Valley of No Moon (1979)
- White Magnolia (1979)
- Winds of Heaven (1979)
- Blue Lotus (1979)
- Butterfly and the Baron (1979)
- Golden Puma (1980)
- Temple of Fire (1980)
- Lord of the High Valley (1980)
- Flamingo Park (1980)
- North of Capricorn (1981)
- Season for Change (1981)
- Shadow Dance (1981)
- McIvor Affair (1981)
- Home to Morning Star (1981)
- Broken Rhapsody (1982)
- The Silver Veil (1982)
- Spellbound (1982)
- Hunter's Moon (1982)
- Girl at Cobalt Creek (1983)
- No Alternative (1983)
- House of Memories (1983)
- Almost a Stranger (1984)
- A place called Rambulara (1984)
- Fallen Idol (1984)
- Hunt the Sun (1985)
- Eagle's Ridge (1985)
- The Tiger's Cage (1986)
- Innocent in Eden (1986)
- Diamond Valley (1986)
- Morning Glory (1988)
- Devil Moon (1988)
- Mowana Magic (1988)
- Hungry Heart (1988)
- Rise of an Eagle (1988)
- One Fateful Summer (1993)
- The Carradine Brand (1994)
- Once Burned (1995)
- A Faulkner Possession (1996)
- Georgia and the Tycoon (1997)
- Holding on to Alex (1997)
- The Australian Heiress (1997)
- Beresford's Bride (1998)
- Gabriel's Mission (1998)
- Boardroom Proposal (1999)
- Claiming His Child (1999)
- A Wife at Kimbara (2000)
- The Cattleman's Bride (2000)
- The Cattle Baron (2001)
- The Husbands of the Outback (2001)
- Master of Maramba (2001)
- Outback Fire (2001)
- Secrets of the Outback (2002)
- Mistaken Mistress (2002)
- Outback Angel (2002)
- With This Ring (2003)
- Innocent Mistress (2004)
- Cattle Rancher, Convenient Wife (2007)
- Outback Marriages (2007)
- Promoted: Nanny to Wife (2007)
- Outback Man Seeks Wife (2007)

### Serie Outback's Legends
1. Mail Order Marriage (1999)
2. The Bridesmaid's Wedding (2000)
3. The English Bride (2000)

### Serie Koomera Crossing
1. Sarah's Baby (2003)
2. Runaway Wife (2003)
3. Outback Bridegroom (2003)
4. Outback Surrender (2003)
5. Home to Eden (2004)

### Serie McIvor Sisters
1. The Outback Engagement (2005)
2. Marriage at Murraree (2005)

### Serie Men Of The Outback
1. The Cattleman (2006)
2. The Cattle Baron's Bride (2006)
3. Her Outback Protector (2006)
4. The Horseman (2006)

### Serie Multi-autor Australians
- Her Outback Man (1998)
- His Heiress Wife (2004)
- The Australian Tycoon's Proposal (2004)

### Serie Multi-autor Contract Brides
- Strategy for Marriage (2002)

### Colecciones
- Summer Magic / Ring of Jade / Noonfire (1981)
- Wife at Kimbara / Bridesmaid's Wedding (2005)

### Antología en colaboración
- Pretty Witch / Without Any Amazement / Storm Over Mandargi (1977) (con Lucy Gillen y Margaret Malcolm)
- Dear Caliban / Heart of the Eagle / Swans' Reach (1978) (con Jane Donnelly y Elizabeth Graham)
- The Bonds of Matrimony / Dragon Island / Reeds of Honey (1979) (con Elizabeth Hunter y Henrietta Reid)
- The Man Outside / Castles In Spain / McCabe's Kingdom (1979) (con Jane Donnelly y Rebecca Stratton)
- Winds From The Sea / Island of Darkness / Wind River (1979) (con Margaret Pargeter y Rebecca Stratton)
- Moorland Magic / Tree of Idleness / Sweet Sundown (1980) (con Elizabeth Ashton y Elizabeth Hunter)
- The Shifting Sands / Portrait of Jaime / Touched by Fire (1982) (con Jane Donnelly y Kay Thorpe)
- Head of Chancery / Wild Heart / One-Way Ticket (1986) (con Betty Beaty y Doris Smith)
- Heart of the Scorpion / The Winds of Heaven / Sweet Compulsion (1987) (con Janice Gray y Victoria Woolf)
- One Brief Sweet Hour / Once More With Feeling / Blue Lotus (1990) (con Jane Arbor y Natalie Sparks)
- Marry Me Cowboy (1995) (con Janet Dailey, Susan Fox y Anne McAllister)
- Husbands on Horseback (1996) (con Diana Palmer)
- Wedlocked (1999) (con Day Leclaire y Anne McAllister)
- Mistletoe Magic (1999) (con Betty Neels y Rebecca Winters)
- The Australians (2000) (con Helen Bianchin y Miranda Lee)
- Weddings Down Under (2001) (con Helen Bianchin y Jessica Hart)
- Outback Husbands (2002) (con Marion Lennox)
- The Mother's Day Collection (2002) (con Helen Dickson y Kate Hoffmann)
- Australian Nights (2003) (con Miranda Lee)
- Outback Weddings (2003) (con Barbara Hannay)
- Australian Playboys (2003) (con Helen Bianchin y Marion Lennox)
- Australian Tycoons (2004) (con Emma Darcy y Marion Lennox)
- A Mother's Day Gift (2004) (con Anne Ashley y Lucy Monroe)
- White Wedding (2004) (con Judy Christenberry y Jessica Steele)
- A Christmas Engagement (2004) (con Sara Craven y Jessica Matthews)
- A Very Special Mother's Day (2005) (con Anne Herries)
- All I Want for Christmas... (2005) (con Betty Neels y Jessica Steele)
- The Mills and Boon Collection (2006) (con Caroline Anderson y Penny Jordan)
- Outback Desire (2006) (con Emma Darcy y Carol Marinelli)
- To Mum, with Love (2006) (con Rebecca Winters)
- Australian Heroes (2007) (con Marion Lennox y Fiona McArthur)